# Ophiosteira koehleri
Ophiosteira koehleri är en ormstjärneart som beskrevs av A.H. Clark 1917. Ophiosteira koehleri ingår i släktet Ophiosteira och familjen fransormstjärnor. Inga underarter finns listade i Catalogue of Life.